# La Noble Ernestina
La Noble Ernestina (2003) es un libro del periodista argentino Pablo Llonto que aborda la biografía no autorizada sobre Ernestina Herrera de Noble, directora del Diario Clarín y viuda de Roberto Noble, fundador del diario cabeza del Grupo Clarín.
La investigación revela, al compás de la no-ficción, cómo Herrera de Noble, quien solo tenía experiencia previa como bailarina de flamenco, se terminó convirtiendo en el mayor peso pesado de los medios argentinos y el empresariado local, y cuáles son las consecuencias de un camino tan arrasador, las cuales se extienden de manera amplia y compleja a través de la historia del país mezclándose con la política, la economía y la sociedad.

## Resumen
El libro recorre las etapas de la vida de Herrera de Noble, y analiza las facetas de la personalidad de la poderosa mujer y sus allegados. Detalla los desvaríos ideológicos de Roberto Noble (incluso su coqueteo con el nazismo), el pase de manos del diario a Herrera de Noble y las disputas por la herencia. También, la relación de Herrera de Noble con la genocida Última dictadura cívico-militar.
Se detallan las reuniones con su mano derecha y CEO del Grupo Clarín Héctor Magnetto, la llegada a la democracia y, a la par del desarrollo del multimedios más influyente en el que se convirtió el Grupo Clarín, también se da cuenta de las continuas concesiones de los sucesivos gobiernos, de distinto arco político, que fortalecieron al Grupo hasta llevarlo a ser el principal poder corporativo del país. Uno de los ejes de la obra es la causa por la supuesta apropiación de sus dos hijos durante la dictadura, la cual no estaba cerrada al momento de la publicación del libro.

## El autor
El autor perteneció a la redacción de Clarín entre 1978 y 1991. Se desempeñó en la sección Deportes y fue entre 1984 y 1991 delegado de la Comisión Interna que conformaba junto a sus compañeros. Debido a que la Comisión había comenzado a reclamar por sus derechos laborales, Llonto fue despedido en 1991 para infundir miedo a los demás. A pesar de que la empresa le impidiera ese año entrar al edificio, fue reelegido como representante gremial hasta 1999. El despido injusto de Llonto está en manos de la Corte Interamericana de Derechos Humanos.

## Repercusiones
Al momento de su lanzamiento original el libro, como era previsible, no tuvo repercusión en los medios, ya que fue ocultado por el Grupo Clarín, que no le dio ningún tipo de difusión ni permitió que la tuviera en librerías a nivel nacional, por lo que sólo pudo distribuirse en algunos kioscos de diarios.
Según el autor, “es una historia de muchos años en la que yo no soy exclusivo participante. Muchísimos periodistas -y esto es lo que está contado como parte del libro- se animaron a desafiar el poderoso genio de esta mujer y de sus ministros y gerentes dentro del grupo”, y agregó:

Encontrar una editorial que le diera el respaldo a semejante obra en esta Argentina de la dependencia, fue posible gracias a la existencia de la cooperativa editora Astralib, y de la imprenta Chilavert, recuperada por sus operarios.